# Reynoldston
Reynoldston est un village et une communauté de la cité et comté de Swansea, au pays de Galles.

## Géographie
Reynoldston est situé à une vingtaine de kilomètres à l'ouest du centre-ville de Swansea, dans la péninsule de Gower.

## Démographie
Au recensement de 2011, la communauté de Reynoldston comptait 439 habitants.